# Segelbåtens dag
Segelbåtens dag är en kappsegling på vattnen i och runt Stockholm första helgen i september, som arrangerades första gången 1974 av Svenska Dagbladet (580 båtar deltog). Tävlingarna är Riddarfjärdsregattan, Runt Lidingö, Regionskval 1 för optimister, Sessan Cup, Getfotsregattan och StockholmVatten Cup för 2,4.